# Камбл, Роджер
Роджер Камбл (англ. Roger Kumble; род. 28 мая 1966, Уэстчестер, США) — американский кинорежиссёр, сценарист и драматург.

## Биография
Роджер Камбл родился в Нью-Йорке. В 1988 году окончил обучение в Северо-Западном университете.
Режиссёрским дебютом в кино стал триллер «Жестокие игры» (1999), в фильме снимались такие актёры как, Сара Мишель Геллар, Райан Филлипп, Риз Уизерспун. В 2002 году он снимает комедию «Милашка» с Кэмерон Диаз в главной роли. В 2005 году он также снимает комедию «Просто друзья» с Райаном Рейнольдсом и Эми Смарт, в 2008 году «Папина дочка» и в 2010 «Месть пушистых».
В 2020 году на экраны выйдет фильм «После. Глава 2», режиссёром которого стал Камбл.

## Фильмография
| Год  | Фильм                  | Статус   | Статус    |
| Год  | Фильм                  | режиссёр | сценарист |
| ---- | ---------------------- | -------- | --------- |
| 1994 | «Разоблачение»         |          | Да        |
| 1995 | «Старшеклассный набор» |          | Да        |
| 1998 | «Провокатор»           |          | Да        |
| 1999 | «Жестокие игры»        | Да       | Да        |
| 2000 | «Жестокие игры 2»      | Да       | Да        |
| 2002 | «Милашка»              | Да       |           |
| 2005 | «Просто друзья»        | Да       |           |
| 2008 | «Папина дочка»         | Да       |           |
| 2010 | «Месть пушистых»       | Да       |           |
| 2020 | «После. Глава 2»       | Да       |           |